# Finn Andrews
Finn Andrews (Londen, 24 augustus 1983) is een Britse en Nieuw-Zeelandse zanger, muzikant en liedschrijver. Hij is de leider van de Britse band The Veils en heeft in 2019 zijn eerste soloalbum uitgebracht.

## Biografie
Finn Andrews is geboren in de Londense wijk Kentish Town. Hij is deels opgevoed door zijn vader in Londen en deels door zijn moeder in Auckland (Nieuw-Zeeland). Zijn vader Barry Andrews was keyboardspeler van de bands XTC en Shriekback en werkte onder andere met David Bowie, Brian Eno en Robert Fripp. Zijn moeder was hoogleraar in de sociologie aan de universiteit van Auckland. Finn leerde op jonge leeftijd gitaar en piano spelen en werd vooral beïnvloed door Bob Dylan, Patti Smith en Tom Waits.
In 2001 vormde hij de band The Veils. Die groep bracht in 2002 in eigen beheer een album uit, genaamd What we did with your money, Daarna bracht de band vijf officiële albums uit, waarvan de eerste plaat The Runaway Found (2004) is uitgegeven op het Cycle label, evenals  Nux Vornica (2006). Sun Gangs (2009) is geproduceerd door Graham Sutton en uitgebracht op het label Rough Trade (bekend van onder meer The Smiths, Arcade Fire en Craig Davies). Time Stays, we go werd uitgebracht in 2013 en werd gevolgd door een uitgebreide tournee. Na een paar bezettingswisselingen bestond de band (naast Finn Andrews) uit Sophia Burn (bas), Dan Raishbrook (gitaar), Henning Dietz (drums) en Uberto Rapisardi (piano, orgel).
Het volgende album Total Depravity (2016) werd uitgebracht door de Nettwerk Music Group. Andrews werd in 2014 gevraagd door de Belgische regering om een orkestraal  stuk te componeren ter herdenking aan de Nieuw-Zeelanders en Australiërs die zijn omgekomen in de Eerste Wereldoorlog. In 2017 speelden The Veils het lied "Axolotl" in 2017 in de tv-serie Twin Peaks van regisseur David Lynch. Ook heeft hij soundtracks geschreven voor de filmregisseurs Tim Burton en Paolo Sorrentino.
In maart 2019 verscheen het solo-album One piece at a time, dat een heel andere (gevoeliger, intiemere) sfeer uitademt dan de albums van de band. De nieuwe plaat is minder donker dan de albums van The Veils. Het is ook wat minder rauw en meer pop-achtig, maar het karakteristieke stemgeluid is nog steeds wel duidelijk aanwezig. Op dit album, dat is uitgebracht op het Nettwerk label, wordt veel gebruik gemaakt van piano en strijkers. Dit nieuwe album is grotendeels live opgenomen in Auckland, waar Finn naartoe was verhuisd nadat zijn relatie was stukgelopen. Op de  cover van zijn soloalbum staat een foto van Finn toen hij negen jaar was.

## Discografie

### Albums

#### The Veils
- What We Did With Your Money, Master Mixes  (2002)
- The Runaway Found  (2003)
- Nux Vomica (2006)
- Sun Gangs (2009)
- Time Stays, We Go (2013)
- Total Depravity  (2016)
- ...And Out Of The Void Came Love (2023)

#### Finn Andrews
- One piece at a time (2019)

### Singles & ep's

#### The Veils
- More Heat Than Light (2002)
- Death & Co  (2002)
- Guiding Light  (2003)
- The Wild Son  (2003)
- Lavinia  (2003)
- The Leavers Dance (2003)
- Delays / The Veils - Ride It On / Lions After Slumber  (2003)
- The Tide That Left & Never Came Back (2004)
- Advice For Young Mothers To Be  (2006)
- Under The Folding Branches (2006)
- One Night On Earth (2007)
- Three Sisters (2009)
- The Letter (2009)
- Troubles of The Brain (2011)
- Through The Deep, Dark Wood (2013)
- Low Lays The Devil (2016)
- Swimming with the crocodiles (2016)
- Axolotl (2016)

#### Finn Andrews
- Body of light / My lotus flower & me (2019)

### Video's

#### The Veils
- The tide that left and never came (2004)
- Advice for the young mothers to be (2006)